# Favonigobius lateralis
 Favonigobius lateralis és una espècie de peix de la família dels gòbids i de l'ordre dels perciformes.

## Morfologia
- Els mascles poden assolir 9 cm de longitud total.[1][2]

## Depredadors
A Austràlia és depredat per Platycephalus speculator, Phalacrocorax melanoleucos, Phalacrocorax sulcirostris i Phalacrocorax varius.

## Hàbitat
És un peix de clima temperat i demersal.

## Distribució geogràfica
Es troba al Pacífic occidental: est d'Austràlia (incloent-hi Tasmània) i Nova Zelanda.

## Observacions
És inofensiu per als humans.